# Tenterfield
Tenterfield – miejscowość w Australii, w stanie Nowa Południowa Walia, w regionie Northern, położona przy skrzyżowaniu dróg New England Highway z Bruxner Highway, w odległości ok. 700 km na północ od Sydney i 275 km na południowy zachód od Brisbane.

## Zabytki
- budynek Szkoły Sztuk Pięknych w której 24 października 1889 roku premier kolonii brytyjskiej Nowa Południowa Walia Henry Parkes wygłosił mowę w której wezwał do utworzenia federacji sześciu australijskich kolonii, które w tamtym czasie były samorządne, ale podlegały odległej centralnej władzy brytyjskiego sekretarza kolonialnego. Wystąpienie uważane jest za początek procesu federacyjnego w Australii, który doprowadził 1 stycznia 1901 roku do powstania Wspólnoty Australii[3].
- Stanuum Hause, rezydencja zbudowana w stylu epoki wiktoriańskiej[3].
- Tenterfield Saddler, zabytkowy sklep rymarski unieśmiertelniony w piosence australijskiego piosenkarza Petera Allena pod tym samym tytułem[4].